# Euxoa temera
Euxoa temera ist ein Schmetterling (Nachtfalter) aus der Familie der Eulenfalter (Noctuidae).

## Merkmale

### Falter
Die Flügelspannweite der Falter beträgt 32 bis 40 Millimeter. Die Variabilität in der Grundfarbe und der Zeichnung ist hoch. Das Farbspektrum der Vorderflügel reicht von ockerbraun über rotbraun bis zu violettbraun. Ring- und Nierenmakel sind hellbraun, zuweilen deutlich hervorgehoben und schwarz umrandet. Etwas undeutlicher erscheinen die Zapfenmakel. Die Wellenlinie ist leicht aufgehellt und begrenzt das meist dunklere Saumfeld. Besonders auffallend sind das nahezu quadratische, schwarze Feld zwischen Ring- und Nierenmakel sowie der sehr helle Vorderrand. Es gibt jedoch auch Formen, bei denen die Zeichnungselemente undeutlicher ausfallen. Die Hinterflügel sind zeichnungslos weißlich bis graubraun. Durch einen auf der Unterseite der Vorderflügel hinter der Nierenmakel befindlichen dunklen Fleck lässt sich Euxoa temera gut von anderen Arten unterscheiden, die auf der Oberseite ein ähnliches Erscheinungsbild zeigen. Die Fühler der männlichen Falter sind beidseitig gekämmt, diejenigen der Weibchen fadenförmig.

### Ei, Raupe und Puppe
Das Ei ist glatt und gelblich gefärbt. Die Raupen sind zeichnungslos, glasig glänzend und von grauweißer Farbe. Die Puppe ist rotbraun mit einigen seitlichen Chitinborsten sowie zwei deutlichen Dornen am Kremaster.

## Geographische Verbreitung und Lebensraum
Die Art kommt in Südeuropa, Nordafrika, Teilen der Ukraine und Russlands, Armeniens und des Kaukasus sowie in Zentralasien, der Türkei, dem Iran und dem Irak vor. In Deutschland ist die Art nicht heimisch. Ältere Meldungen aus Baden-Württemberg beruhen offensichtlich auf Fehlbestimmungen oder beziehen sich möglicherweise auf einzelne Zuwanderer. Euxoa temera wurde im deutschsprachigen Raum jedoch an einigen Stellen im östlichen Österreich und im Schweizer Kanton Wallis nachgewiesen. Sie bevorzugt warme und trockene Plätze mit niedriger Vegetation.

## Lebensweise
Die Art bildet eine Generation pro Jahr; Hauptflugzeit der nachtaktiven Falter sind die Monate August bis Oktober. Sie kommen an künstliche Lichtquellen und besuchen den Köder. Das Nahrungsspektrum der Raupen umfasst verschiedene Gräser, insbesondere deren Wurzeln. In Ungarn und Italien sind sie in der Vergangenheit zuweilen schädlich in Getreidefeldern aufgetreten.